# Автошлях О 020509
Автошля́х О 020509 (до 2019 року - Т 0228) — автомобільний шлях місцевого значення у Вінницькій області. Пролягає територією Вінницького району від села Паріївка до автошляху Р17. Загальна довжина — 16,3 км.

## Маршрут
Автошлях проходить через такі населені пункти:
| Автошлях Т 0228            |     |
| Вінницька область          |     |
| Іллінецька міська громада  |     |
| Паріївка                   | Р33 |
| Бабин                      |     |
| Оратівська селищна громада |     |
| Оратів                     |     |